# Organisations juives en Russie
 (juillet 2013).
Si vous disposez d'ouvrages ou d'articles de référence ou si vous connaissez des sites web de qualité traitant du thème abordé ici, merci de compléter l'article en donnant les références utiles à sa vérifiabilité et en les liant à la section « Notes et références ».
Le  Congrès des organisations et associations religieuses juives de Russie (en) (KEROOR, en russe : Конгресс Еврейских Религиозных Общин и Организаций в России) créé en 1993 est la doyenne des organisations de défense des Juifs religieux en Russie. Elle fut présidée par l'homme d'affaires Arcadi Gaydamak, qui dirige plusieurs autres sociétés de bienfaisance juives.
Dès 1996, une nouvelle organisation émerge, le Congrès juif russe, à l'ambition plus grande puisqu'elle couvre toutes les facettes du monde juif et ne se cantonne pas au fait religieux. Le KEROOR subsistant comme organisation religieuse.
Le Congrès juif russe (RJC) est un fonds de bienfaisance à but non lucratif et une des plus importantes organisations laïques des Juifs de Russie. Il a été créé en 1996 à l'initiative d'un groupe d'hommes d'affaires, de travailleurs et de personnalités religieuses dans le but de relancer la vie juive en Russie. 
Le RJC unit les Juifs les plus influents et les plus prospères de Russie, de hauts fonctionnaires, des hommes d'affaires et des acteurs de la science et de la culture.
En 1997 a été créée la Fédération des communautés juives de la Communauté des États indépendants (en), qui rassemble les communautés de l'ancienne URSS. Son mouvement de jeunesse, EnerJew a été fondé en 2013.

## Gouvernance du Congrès juif russe
Les organismes qui administrent le RJC sont le Présidium du conseil d'administration et le Conseil publique. Les chefs du RJC comprennent Vladimir Resin, Mikhaïl Fridman, Ievguenia Albats, Vitaly Ginzburg, Yuliy Gusman, Andreï Kozyrev, Berel Lazar, Henry Reznik, Vladimir Soloviev, Guennadi Khazanov, Mikhail Berger, Matvey Ganapolsky, Mikhaïl Jvanetski… (données de la fin 2004).
Le Comité de contrôle est dirigé par le directeur général adjoint de RAO UES Yakov Urinson.

### Présidents[4]
- 1996-2001 : Vladimir Goussinski
- 2001-2003 : Leonid Nevzlin
- 2003-2004 : Yevgeny Satanovsky
- 2004-2005 : Vladimir Slutsker
- 2005-2009 : Viatcheslav Moshe Kantor
- Depuis 2009 : Youri Kanner (ru)

### Budget[5]
- 2010	$6.770.000
- 2011	$8.720.000
- 2012	$9.500.000

## Activités
Le Congrès juif russe finance la renaissance des traditions religieuses et culturelles du peuple juif, la construction des synagogues dans le pays, les programmes de financement des écoles juives, les études du legs de la Shoah, le développement des études universitaires dans le domaine du judaïsme académique, les programmes sociaux, culturels et éducatifs des communautés juives et coopère avec les organisations et organismes internationaux juifs et israéliens.

### Construction de synagogues
La construction de la première synagogue après la révolution russe - la Synagogue commémorative sur le mont de la Génuflexion, ouverte au culte en 1998, et du premier musée de la mémoire des victimes de la Shoah qu'elle abrite, a été un des épisodes importants de l'activité du RJC. Tous les fonds investis dans ce mémorial ne provenaient que du RJC. Au total, la synagogue a coûté plus de 13 millions de dollars. La reconstruction en 2001-2006 de la plus vieille synagogue de Moscou a constitué un autre projet global du RJC.

### Monument de la Victoire à Netanya
En 2011 et 2012, le RJC a soutenu la construction du Monument de la Victoire, commémorant la victoire de l'Armée rouge sur l'Allemagne nazie, dans la ville de Netanya en Israël. Le RJC a fait don de 500 000 dollars pour la construction du monument, qui a été inauguré par Vladimir Poutine le 25 juin 2012,.

## Rapport aux autorités russes
Malgré de nombreux officiers influents de l'État, d'hommes d'affaires, d'acteurs de la science et la culture membres du RJC, depuis le début des années 2000, son autorité a été réduite, tandis que le gouvernement appuie principalement la Fédération des communautés juives de Russie.